# 刘为纹
刘为纹（1918年—2003年），男，浙江松阳人，中国消化内科专家，曾任中国人民解放军第三军医大学教授、博士生导师。